# 膨刺叶颚猛水蚤
膨刺叶颚猛水蚤（学名：Phyllognathopus viguieri）为叶颚猛水蚤科叶颚猛水蚤属的动物。分布于越南、马来群岛、印度尼西亚、全欧洲、非洲北部、巴西以及中国大陆的广东、广西等地，一般栖息于水的表层、以生有苔藓植物的沼泽中为多以及亦分布于地下水中。